# پولیانا بوتلهو
پولیانا بوتلهو (انگلیسی: Poliana Botelho؛ زادهٔ ۱۵ دسامبر ۱۹۸۸) ورزشکار هنرهای رزمی ترکیبی اهل برزیل است. وی از سال ۲۰۱۳ میلادی تاکنون مشغول فعالیت بوده‌است.